# Stronghold: Crusader
Stronghold: Crusader je realnočasovna strateška videoigra razvijalcev Firefly Studios, ki je prvič izšla leta 2002 za operacijski sistem Microsoft Windows (98 ali novejši).
Je naslednik Fireflyjeve igre Stronghold iz leta 2001. Crusader ima mnogo skupnega z izvirnikom, razlikuje pa se predvsem v tem, da dogajanje ni postavljeno v Evropo, temveč na Srednji vzhod med križarskimi vojnami. Igra vkjučuje mnogo novih arabskih enot, ki jih lahko igralec kupi v novi zgradbi. Čeprav arabske enote ne rabijo nobenih surovin za proizvodnjo, so precej drage. Stronghold Warchest je izdaja, ki vsebuje izvirno igro Strongholda in razširjeno različico igre Stronghold: Crusader z dodatnimi liki in novo igralno kampanjo.
Stronghold Warchest je bil izdan le v Severni Ameriki, to pomeni, da igralci drugod po svetu niso imeli dostopa do razširitev, kar se je spremenilo, ko je bila zgodaj leta 2008 izdana posodobljena verzija Stronghold Crusaderja, Stroghold Crusader: Extreme.

## Liki
- The Rat
- The Snake
- The Pig
- The Wolf
- Richard the Lionhart
- Saladin
- The Chalip
- The Sultan
- Philip II of France
- Emperor Frederick
- The Sheriff
- The Nizar
- The Wazir
- The Emir
- The Abbot
- The Marshal

## Sistemske zahteve
Windows 98/ME/2000/XP/Vista/7 
 300 MHz Processor 
 96MB RAM 
 660 MB prostora na trdem disku 
 8x CD-ROM pogon 
 4 MB DirectX 8.0 kompatibilna grafična kartica 
 56 kbp/s modem za igranje prek interneta